# 퇸 더 노이여르
퇸 플로리스 더 노이여르(네덜란드어: Teun Floris de Nooijer, 1976년 3월 22일~)는 네덜란드의 은퇴한 필드하키 선수로 현역 시절 포지션은 미드필더이다. 올림픽에서 2회 우승, 2회 준우승을 달성했으며, 챔피언스트로피 6회 우승, 하키 월드컵 1회 우승, 유럽 선수권 대회 1회 우승의 기록을 남겼다. 네덜란드 대표팀 소속으로 국제 경기 453경기에 출전하여 역사상 국제 경기에 가장 많이 출전한 필드하키 선수가 되었다.